# Braunfelsia obesifolia
Braunfelsia obesifolia là một loài rêu trong họ Dicranaceae. Loài này được R. Br. bis Dixon mô tả khoa học đầu tiên năm 1923.